# Neuromorph
Der Begriff neuromorph  (von altgriechisch νεῦρον neuron, deutsch ‚Nerv‘, und μορφή morphé, deutsch ‚Gestalt‘, ‚Form‘) wurde in den späten 1980er Jahren von Carver Mead zur Beschreibung von Very-Large-Scale-Integration-Systemen, die analoge elektronische Schaltkreise, welche neurobiologischen Strukturen des Nervensystems ähneln, enthalten, geprägt. Heute wird der Ausdruck sowohl für analoge als auch digitale sowie gemischte analog-digitale VLSI-Systeme verwendet, welche Modelle neuronaler Systeme verwenden.